# Калкареа
Калкареа (Calcarea) су сунђери са скелетом изграђеним од иглица (спикула) од калцијум-карбоната. Живе искључиво у морима на мањим дубинама. Спикуле могу да буду појединачне или ређе, 1,3,4-осне и да образују мрежаст скелет од калцијум-карбоната . Величина им се креће од неколико милиметара па до 15 cm. Живе појединачно (солитарно) или у колонијама. Колоније представљају групе од по неколико јединки спојених доњим, базалним крајевима. Описано је око 300 врста. 
Код ове класе сунђера (у обе поткласе) заступљена су сва три типа грађе - аскон, сикон и леукон. Телесни зид је целуларног типа - постоји ћелијска организација и неколико различитих типова ћелија (пинакоците, пороците, хоаноците, амебоидне ћелије).

## Класификација
Класа сунђера са скелетом од кречњака се дели на две поткласе - Calcinea и Calcaronea, са по више редова. Ове две поткласе представљају две филогенетске гране које се разликују углавном у цитолошким и ларвалним карактерима. Подела на две поткласе је заменила ранију класификацију на два реда (Homocoela, Heterocoela) на основу начина протока воде.
- поткласа  — ларва паренхимела (чврста и компактна ларва, унутрашњост испуњена масом ћелија, спољашњи слој граде ћелије са бичем), бичеви хоаноцита се појављују независно од једра.

- поткласа  — ларва амфибластула (округлог/овалног облика, ћелије са бичевима на предњој половини ларве, ћелије без бичева на задњој), спикуле су трозрачне, један зрак изразито већи од осталих, бичеви хоаноцита настају директно из једра.